# Пираматовці
Пираматовці (хорв. Piramatovci) — населений пункт у Хорватії, у Шибеницько-Книнській жупанії у складі міста Скрадин.

## Населення
Населення за даними перепису 2011 року становило 275 осіб.
Динаміка чисельності населення поселення:

## Клімат
Середня річна температура становить 14,35 °C, середня максимальна – 29,03 °C, а середня мінімальна – 0,26 °C. Середня річна кількість опадів – 802 мм.
| Клімат поселення                              | Клімат поселення | Клімат поселення | Клімат поселення | Клімат поселення | Клімат поселення | Клімат поселення | Клімат поселення | Клімат поселення | Клімат поселення | Клімат поселення | Клімат поселення | Клімат поселення | Клімат поселення |
| Показник                                      | Січ.             | Лют.             | Бер.             | Квіт.            | Трав.            | Черв.            | Лип.             | Серп.            | Вер.             | Жовт.            | Лист.            | Груд.            |                  |
| Середній максимум, °C                         | 10,34            | 11,34            | 14,20            | 17,47            | 22,48            | 26,40            | 29,03            | 28,80            | 24,51            | 20,14            | 14,29            | 11,11            |                  |
| Середня температура, °C                       | 5,30             | 6,30             | 9,15             | 12,43            | 17,43            | 21,36            | 24,42            | 24,18            | 19,89            | 15,52            | 9,67             | 6,49             |                  |
| Середній мінімум, °C                          | 0,26             | 1,25             | 4,11             | 7,38             | 12,38            | 16,32            | 19,80            | 19,57            | 15,28            | 10,91            | 5,06             | 1,88             |                  |
| Норма опадів, мм                              | 70               | 62               | 67               | 72               | 57               | 55               | 31               | 46               | 79               | 86               | 96               | 81               |                  |
| Середньомісячна швидкість вітру, м/с          | 2.31             | 2.48             | 2.69             | 2.62             | 2.30             | 2.08             | 2.12             | 1.96             | 2.11             | 2.17             | 2.60             | 2.53             |                  |
| Середньомісячна сонячна радіація, кДж/м²·день | 5213             | 7975             | 11636            | 16342            | 20415            | 22875            | 24406            | 21433            | 15983            | 10221            | 5681             | 4450             |                  |
| --------------------------------------------- | ---------------- | ---------------- | ---------------- | ---------------- | ---------------- | ---------------- | ---------------- | ---------------- | ---------------- | ---------------- | ---------------- | ---------------- | ---------------- |
| Джерело:                                      |                  |                  |                  |                  |                  |                  |                  |                  |                  |                  |                  |                  |                  |